# Echinargus isola
Echinargus isola is een vlinder uit de familie van de Lycaenidae. De wetenschappelijke naam van de soort is voor het eerst geldig gepubliceerd in 1866 door Reakirt.